# Ed (Schweden)
Ed ist ein Ort (tätort) in der schwedischen Provinz Västra Götalands län und der historischen Provinz Dalsland. Der Ort bildet auch den Hauptort der Gemeinde Dals-Ed.
Zwischen den Seen Stora Le und Lilla Le in Dalslands Nordwesten gelegen, ist Ed vor allem ein Touristenort, der seit Anfang des 20. Jahrhunderts für Natur, Erholung und Freizeitaktivitäten bekannt geworden ist. Ed besitzt einen Grenzbahnhof an der Norgebanan nach Oslo.